# Гвоздово (Молдова)
Гвоздово также Гвоздова (рум. Gvozdova) — село в Флорештском районе Молдавии. Наряду с сёлами Гура-Каменчий и Бобулешты входит в состав коммуны Гура-Каменчий.

## География
Село расположено на высоте 102 метра над уровнем моря.

## Население
По данным переписи населения 2004 года, в селе Гвоздова проживает 1141 человек (553 мужчины, 588 женщин).
Этнический состав села:
| Национальность | Число жителей | Процентный состав |
| -------------- | ------------- | ----------------- |
| молдаване      | 1136          | 99,56             |
| русские        | 3             | 0,26              |
| украинцы       | 2             | 0,18              |
| Всего          | 1141          | 100 %             |